# Machlolophus
Machlolophus – rodzaj ptaków z rodziny sikor (Paridae).

## Zasięg występowania
Rodzaj obejmuje gatunki występujące w Azji.

## Morfologia
Długość ciała 12–15,5 cm; masa ciała 12,9–23 g.

## Systematyka
Rodzaj zdefiniował w 1851 roku niemiecki ornitolog Jean Cabanis w publikacji swojego autorstwa o tytule Museum Heineanum. Cabanis nie wskazał gatunku typowego. W ramach późniejszego oznaczenia w 1855 roku angielski ornitolog George Robert Gray na gatunek typowy wyznaczył sikorę żółtolicą (M. spilonotus).

### Etymologia
Machlolophus: gr. μαχλος makhlos ‘bujny’; λοφος lophos ‘czub’.

### Podział systematyczny
Do rodzaju należą następujące gatunki:
- Machlolophus nuchalis (Jerdon, 1845) – sikora białokarkowa
- Machlolophus holsti (Seebohm, 1894) – sikora żółtogardła
- Machlolophus xanthogenys (Vigors, 1831) – sikora czarnoczelna
- Machlolophus spilonotus (Bonaparte, 1850) – sikora żółtolica